# Daniel Rose Murillo
Danny Rose Murillo, vystupující pod přezdívkou Danny (* 21. listopadu 1982, Kalifornie), je americký zpěvák a kytarista.
Danny je jedním ze současných členů skupiny Hollywood Undead, kde začátkem roku 2010 nahradil Deuce. Se skupinou začal koncertovat v polovině roku 2008, ještě před oficiálním představením kapelou, když zastupoval za Deuce v době jeho nepřítomnosti. V minulosti byl hlavním zpěvákem skupiny Lorene Drive. První album, na kterém se Danny po příchodu do Hollywood Undead podílel, se jmenovalo American Tragedy.
Než se stal součástí Hollywood Undead, Danny účinkoval jako soutěžící v 9. řadě pěvecké televizní show American Idol. Murillo vedl oděvní značku s názvem Danny Rose Supply, která však už neexistuje.
Je ženatý s Theresou „Reese“ Murillo, s kterou má dceru Scarlett a syna Romana, jehož jméno má vytetované stejně jako jméno své dcery Scarlett.

## Diskografie

### Hollywood Undead
- American Tragedy (2011)
- Notes from the Underground (2013)
- Day of the Dead (2015)
- Five (2017)
- New Empire, Vol. 1 (2020)
- New Empire, Vol. 2 (2020)
- Hotel Kalifornia (2022)